# Deep color
El deep Color (color intens) consisteix bàsicament a augmentar el nombre de colors que és capaç de suportar la imatge, i de reproduir en pantalla. És a dir, passa dels milions de colors que suporta el RGB / YCbCr tradicional a milers de milions de colors.
Actualment, l'estàndard en imatge domèstica té una profunditat de 8bit per canal (color de 24bit). Amb Deep Color, s'arribarien a utilitzar 10bit, 12bit o 16bit per canal tant en RGB com en YCbCr, i per tant, augmentar el nombre de colors visibles en pantalla amb el RGB tradicional.